# クレシ・チネマトグラフィカ
クレシ・チネマトグラフィカ（Clesi Cinematografica, S.R.L）は、イタリアの映画製作会社である。
映画プロデューサーシルヴィオ・クレメンテッリとアンナ・マリア・カンパニーレ（のちのアンナ・マリア・クレメンテッリ）によってローマに設立された。1960年代後半から1970年代にかけてを最盛期として、「イタリア式コメディ」を量産した製作会社である。

## 来歴・概要
1966年、シルヴィオ・クレメンテッリ、アンナ・マリア・カンパニーレのふたりがローマに設立した映画製作会社である。設立第一作はパスクァーレ・フェスタ・カンパニーレ監督、カトリーヌ・スパーク主演のコメディ映画『結婚戦争』（1966年、日本未公開）で、以降、同監督と組んでスパーク主演の『女性上位時代』（1968年）やラウラ・アントネッリ主演の『クロツグミの男』（1971年）といった艶笑コメディを量産した。
1977年から1992年までは、クレメンテッリ夫妻が連名で作品をプロデュースした。ジャッロ映画、マカロニ・ウェスタン、モンド映画にあって、同社はそれらに手を染めず、「イタリア式コメディ」を基調とした恋愛もの、文芸もの、歴史もの、青春ものに徹した。1992年の『青い体験2000』（日本未公開）以降、夫妻はプロデューサーとしては事実上引退したが、同社は映画製作をつづけた。2001年12月4日、シルヴィオがローマで死去（75歳没）。アンナ・マリアの現況は不明である。

## フィルモグラフィ

### 1960年代
- 結婚戦争 Il marito è mio e l'ammazzo quando mi pare　1966年　監督パスクァーレ・フェスタ・カンパニーレ
- Non faccio la guerra, faccio l'amore　1966年　監督フランコ・ロッシ
- Che notte, ragazzi!　1966年　監督ジョルジョ・カピターニ
- ブロンドの罠 La Blonde de Pékin　1967年　監督ニコラス・ジェスネル、プロデューサーレイモン・ダノン、ハンス・エッケルカンプ　仏伊独合作
- Sequestro di persona　1968年　監督ジャンフランコ・ミンゴッツィ
- 夜は盗みのために La Notte è fatta per... rubare　1968年　監督ジョルジョ・カピターニ
- 女性上位時代 La matriarca　1968年　監督パスクァーレ・フェスタ・カンパニーレ
- La donna invisibile　1969年　監督パオロ・スピノーラ
- 神はわれらとともに Dio è con noi　1969年　監督ジュリアーノ・モンタルド
- ロザリオの悲しみ La Monaca di Monza　1969年　監督エリプランド・ヴィスコンティ
- ほんとのほんとの物語 Certo, certissimo... anzi probabile　1969年　監督マルチェロ・フォンダート
- Con quale amore con quanto amore　1969年　監督パスクァーレ・フェスタ・カンパニーレ

### 1970年代
- 女にしっぽがあったころ Quando le donne avevano la coda　1970年　監督パスクァーレ・フェスタ・カンパニーレ
- Ninì Tirabusciò: la donna che inventò la mossa　1970年　監督マルチェロ・フォンダート
- クロツグミの男 Il merlo maschio　1971年　監督パスクァーレ・フェスタ・カンパニーレ
- さらば美しき人 Addio, fratello crudele　1971年　監督ジュゼッペ・パトローニ・グリッフィ
- 女がしっぽをなくしたころ Quando le donne persero la coda　1971年　製作主任　監督パスクァーレ・フェスタ・カンパニーレ
- 初夜権 Jus primae noctis　1972年　監督パスクァーレ・フェスタ・カンパニーレ
- D'amore si muore　1972年　監督カルロ・カルンシオ
- Beati i ricchi　1972年　監督サルヴァトーレ・サンペリ
- 青い体験 Malizia　1973年　監督サルヴァトーレ・サンペリ
- 続・青い体験 Peccato veniale　1973年　監督サルヴァトーレ・サンペリ
- Le farò da padre　1973年　監督アルベルト・ラットゥアーダ
- SEX発電 Conviene far bene l'amore　1975年　監督パスクァーレ・フェスタ・カンパニーレ
- ワールド・バイ・ナイトTODAY Mondo di notte oggi　1976年　監督ジャンニ・プロイア
- Marcia trionfale　1976年　監督マルコ・ベロッキオ
- スキャンダル Scandalo　1976年　監督サルヴァトーレ・サンペリ
- ルー・サロメ 善悪の彼岸 Al di là del bene e del male　1977年　監督リリアーナ・カヴァーニ
- 女教師ベニーナの性 Io sono mia　1977年　監督ソフィア・スカンデュラ
- L'Ingorgo - Una storia impossibile　1977年　監督ルイジ・コメンチーニ　※第32回カンヌ国際映画祭コンペティション部門上映作品
- エルネスト 美しき少年 Ernesto　1979年　監督サルヴァトーレ・サンペリ

### 1980年代
- Odio le bionde　1980年　監督ジョルジョ・カピターニ
- 虚空への跳躍 Salto nel vuoto　1980年　監督マルコ・ベロッキオ　※第33回カンヌ国際映画祭コンペティション部門上映作品
- Piso pisello　1980年　監督ピーター・デル・モンテ
- SFコンクエスト/魔界の制圧 La Conquista　1983年　監督ルチオ・フルチ、プロデューサージョヴァンニ・ディ・クレメンテ　伊スペイン・メキシコ合作
- コロンブス/大いなる生涯 Christopher Columbus　テレビ映画　1985年　監督アルベルト・ラットゥアーダ（製作ロリマー・テレピクチャーズ）
- インクアイリー 審問 L'inchiesta　1987年　監督ダミアーノ・ダミアーニ
- L'Estate sta finendo　1987年　監督ブルーノ・コルティーニ
- La Città dei nostri sogni　1988年　監督ヴァレリオ・ジャロンゴ
- E non se ne vogliono andare!　テレビ映画　1988年　監督ジョルジョ・カピターニ
- Una Casa a Roma　テレビ映画　1988年　監督ブルーノ・コルティーニ

### 1990年代
- Feu sur le candidat　1990年　監督アニエス・ドラリヴ、プロデューサージャック・バール
- 青い体験2000 Malizia 2000　1992年　監督サルヴァトーレ・サンペリ
- Gangsters　1992年　監督マッシモ・グリエルミ、プロデューサージャンニ・ミネルヴィーニ
- Donne sottotetto　1992年　監督ロベルト・ジャンナレッリ、プロデューサーフランコ・コミッテリ
- Messaggi quasi segreti　1997年　監督ヴァレリオ・ジャロンゴ、プロデューサーカティ・マクギネス、カルロス・パジーニ・ハンセン、ドミニク・ライト　伊アイルランド合作

## 関連事項
- イタリア式コメディ
- ロリマー・テレピクチャーズ（Lorimar-Telepictures）